# Lochem
Lochem (anhörenⓘ) ist eine Gemeinde der niederländischen Provinz Gelderland. Sie hat eine Gesamtfläche von 215,94 km² und zählte am 1. Januar 2025 nach Angaben des CBS 34.314 Einwohner.

## Ortsteile
Neben dem alten Städtchen Lochem gehören zur Gemeinde folgende Orte:
| - Almen - Barchem - Exel - Gorssel - Harfsen - Joppe - Kring van Dordt | - Epse (eigentlich ein Villenquartier von Deventer) - Eefde (eigentlich ein Vorort von Zutphen) - Laren - Lochem - Zwiep |

## Lage und Wirtschaft
Lochem liegt 15 km östlich von Zutphen am Fluss Berkel. Der Ort besitzt einen Kleinbahnhof an der Lokaleisenbahn Zutphen–Hengelo. Über Laren führt eine 10 km lange Straße zur Autobahn A 1 Amsterdam – Berlin. Lochem hat einige Industrie, aber Landwirtschaft und Tourismus sind von größerer Bedeutung. So hat die ForFarmers Group ihren Hauptsitz in Lochem.
Gorssel liegt zwischen Deventer und Zutphen, in einer schönen, waldreichen Umgebung. Viele Zugezogene aus diesen Städten leben dort. Auch leben und arbeiten in und rund um Gorssel und Almen viele Landwirte.
In der Mitte der Ortschaft Eefde, zwischen Zutphen und Gorssel gelegen, liegt das „Landgoed 't Haveke“. Erstmals erwähnt wurde Landgoed het Haveke im Jahre 1481, als „Herman ter Havick“ seiner Frau anlässlich der Hochzeit das Haus zum Geschenk macht.
Ein 14 Hektar großer englischer Landschaftspark (Landschaftsarchitekt Leonhard A. Springer, 1855–1940) mit Wald und gepflegten Rasenflächen umgibt das große Herrenhaus. Kilometerlange Spazierwege führen durch den Park und sind der Öffentlichkeit am Tage frei zugänglich.
Auf den großzügigen Flächen des Herrenhauses finden Veranstaltungen, Hochzeiten, Sommerfeste und Ausstellungen, statt. Das Landgoed stammt von der Familie der Grafen von Rechteren-Limpurg-Speckfeld und wird heute bewohnt und bewirtschaftet durch die deutsche Familie von Wedel. Nepeta von Wedel ist eine Enkelin von Adolphina Adriana Gravin van Rechteren-Limpurg und Mutter der heutigen Eigentümer.
Nahe bei Eefde steht ein Schloss (Huis de Voorst) aus dem 17. Jahrhundert, das als Konferenzzentrum dient, sowie eine große Kaserne.

## Geschichte
Lochem entstand im 10. Jahrhundert um einen Hof der Grafen von Gelre oder Geldern. Es erhielt 1233 das Stadtrecht.
Lochem war oft Ziel von Angriffen und Belagerungen, unter anderem 1506 (Karl von Egmond); 1543 (Dritter Geldrischer Erbfolgekrieg, Verwüstung durch kaiserliche Truppen); im Achtzigjährigen Krieg 1582 und 1590 (fehlgeschlagen), 1606 (von den Spaniern erstürmt und durch Ernst Kasimir von Nassau-Dietz für die Niederlande zurückerobert); und schließlich wurde es 1672 bis 1673 von den Münsterschen besetzt. Zwischendurch gab es im Jahre 1615 einen verheerenden Stadtbrand. Ab 1680 brachen ruhigere Zeiten an, und Lochem wurde ein Marktstädtchen für die umliegenden Bauern.
Am 1. Januar 2005 wurde die Gemeinde Gorssel (13.500 Einwohner) aufgelöst und Teil der Gemeinde Lochem (vorher 19.000 Einwohner).

## Politik

### Sitzverteilung im Gemeinderat
Der Gemeinderat wird seit 1982 folgendermaßen gebildet:
| Partei                   | Sitze | Sitze | Sitze | Sitze | Sitze | Sitze | Sitze  | Sitze | Sitze | Sitze | Sitze |
| Partei                   | 1982  | 1986  | 1990  | 1994  | 1998  | 2002  | 2004 a | 2010  | 2014  | 2018  | 2022  |
| ------------------------ | ----- | ----- | ----- | ----- | ----- | ----- | ------ | ----- | ----- | ----- | ----- |
| GemeenteBelangen         | 6     | 5     | 5     | 6     | 5     | 5     | 8      | 4     | 5     | 6     | 8     |
| VVD                      | 6     | 5     | 2     | 3     | 3     | 3     | 3      | 5     | 4     | 4     | 3     |
| Meedenken met Lochem     | –     | –     | –     | –     | –     | –     | –      | –     | 0     | 1     | 2     |
| GroenLinks               | –     | –     | 1     | 1     | 2     | 2     | 2      | 3     | 3     | 4     | 2     |
| LochemGroen!             | –     | –     | –     | –     | –     | –     | –      | –     | –     | –     | 2     |
| D66                      | –     | 1     | 1     | 2     | 0     | 1     | 1      | 3     | 4     | 2     | 2     |
| PvdA                     | 4     | 6     | 5     | 3     | 4     | 3     | 5      | 4     | 3     | 3     | 2     |
| CDA                      | 4     | 4     | 3     | 2     | 3     | 3     | 4      | 4     | 4     | 3     | 2     |
| Kombinatie Actief Lochem | 2     | 1     | –     | –     | –     | –     | –      | –     | –     | –     | –     |
| Democratisch Lochem b    | 1     | –     | –     | –     | –     | –     | –      | –     | –     | –     | –     |
| Gesamt                   | 17    | 17    | 17    | 17    | 17    | 17    | 23     | 23    | 23    | 23    | 23    |

Anmerkungen

### Bürgermeister
Seit dem 31. März 2025 ist Frans Backhuijs (VVD) kommissarischer Bürgermeister der Gemeinde. Zu seinem Kollegium zählen die Beigeordneten Bert Groot Wesseldijk (Gemeentebelangen), Eric-Jan de Haan (VVD), Henk van Zeijts (GroenLinks) sowie der Gemeindesekretär Renger Starke.

## Sehenswürdigkeiten
Das Rathaus von Lochem wurde 1634 erbaut. Die Kirche im Stadtkern war vor der Reformation der Schutzheiligen Brüssels, St. Gudula, gewidmet.
Gorssel besitzt seit Juni 2015 im alten Gemeindehaus ein Museum für Kunst des Modernen Realismus (Museum MORE) mit Werken von u. a. Carel Willink, Pyke Koch, Dick Ket u. v. a.
In der Gemeinde stehen einige Schlösser: Haus Verwolde, bei Laren, kann besichtigt werden. Nicht weit davon steht ein sehr dicker und alter Baum. Dieser soll einer der ältesten Bäume der Niederlande sein. Das wohlproportionierte barocke Schloss Ampsen ist in Privatbesitz.
Die Gemeinde ist reich an Naturgebieten, unter anderem der Barchemer Berg, ein kleiner bewaldeter Hügel, und die Wälder der Ortschaft Joppe (bei Gorssel). Auch die Parks und Wälder bei den Schlössern und das Ostufer der IJssel bei Gorssel sind eine Wanderung wert. Der Dichter A. C. W. Staring (1767–1840) hat das Gebiet dieser Gemeinde oft in seinen Werken besungen (wie auch die Nachbargemeinde Vorden). Man kann seinen Spuren durch eine Radwandertour verfolgen (Auskünfte bei dem Fremdenverkehrsverein).
Gorssel und vor allem Almen haben sehenswerte alte Dorfkirchen.

## Galerie

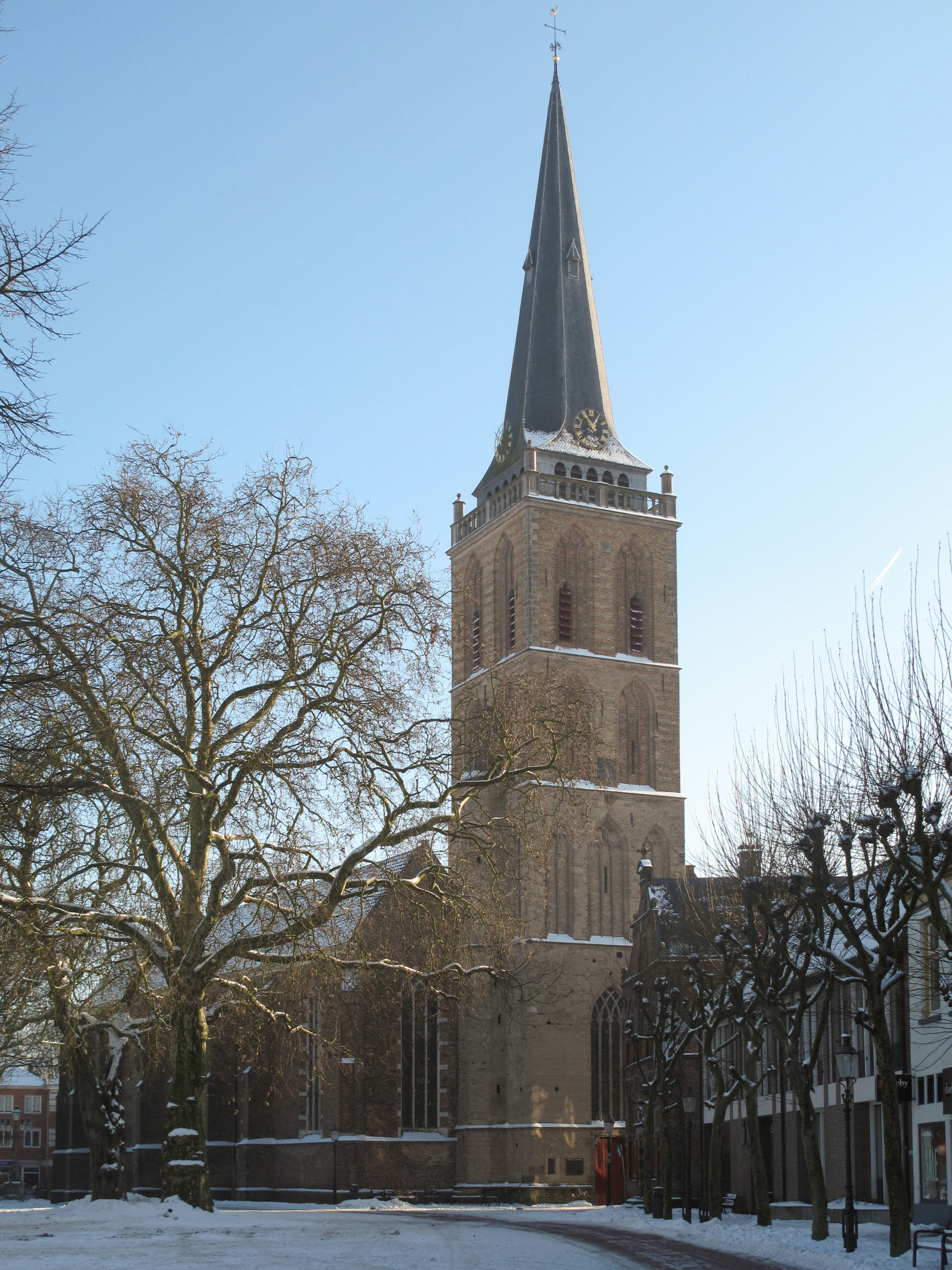
Lochem, Kirche: de Gudulakerk
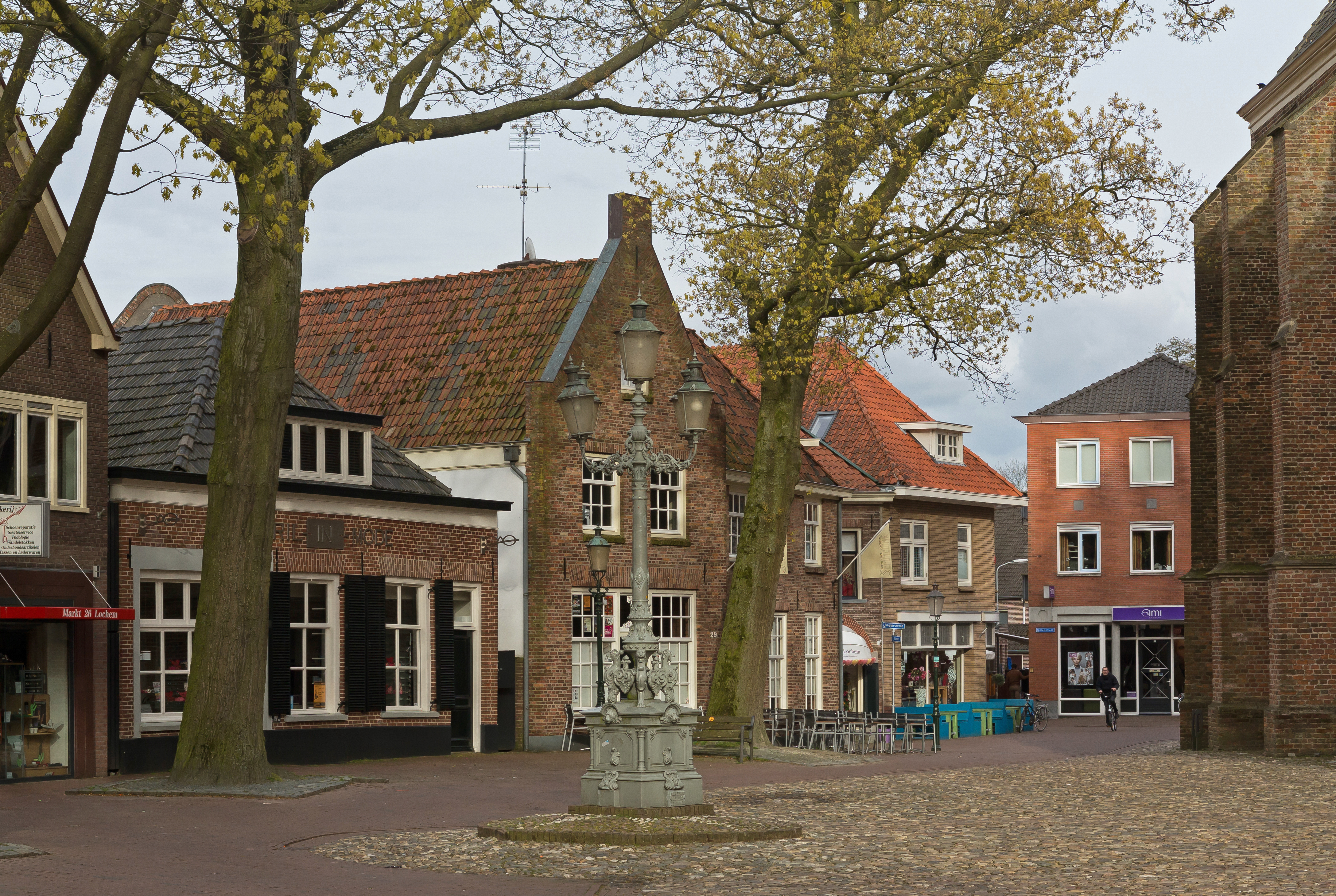
Lochem, Laternenpfahl mit fünf Gaslampen
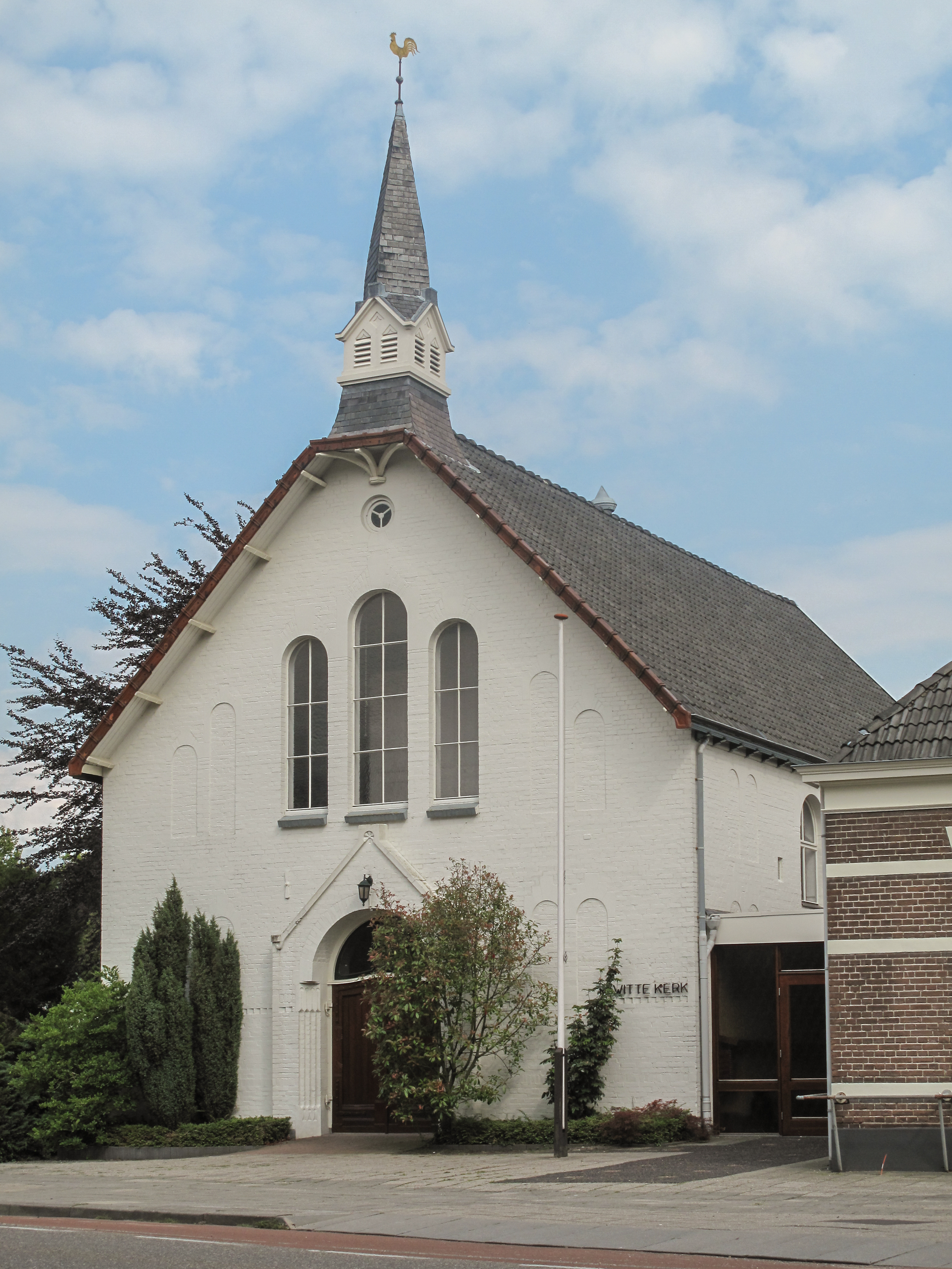
Lochem, Kirche: de Witte Kerk
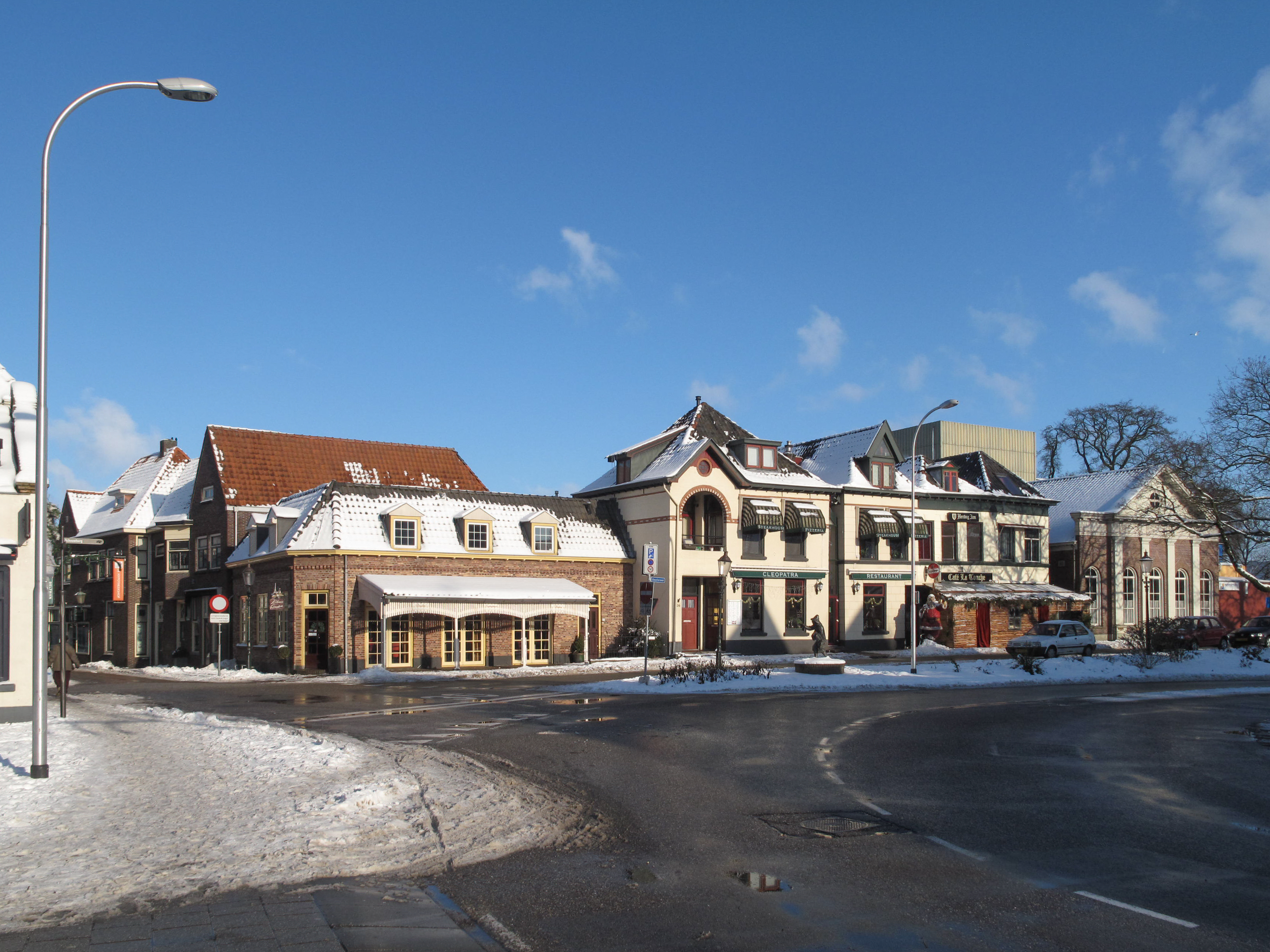
Lochem, Straß: Nieuwstad-Graaf Ottoweg
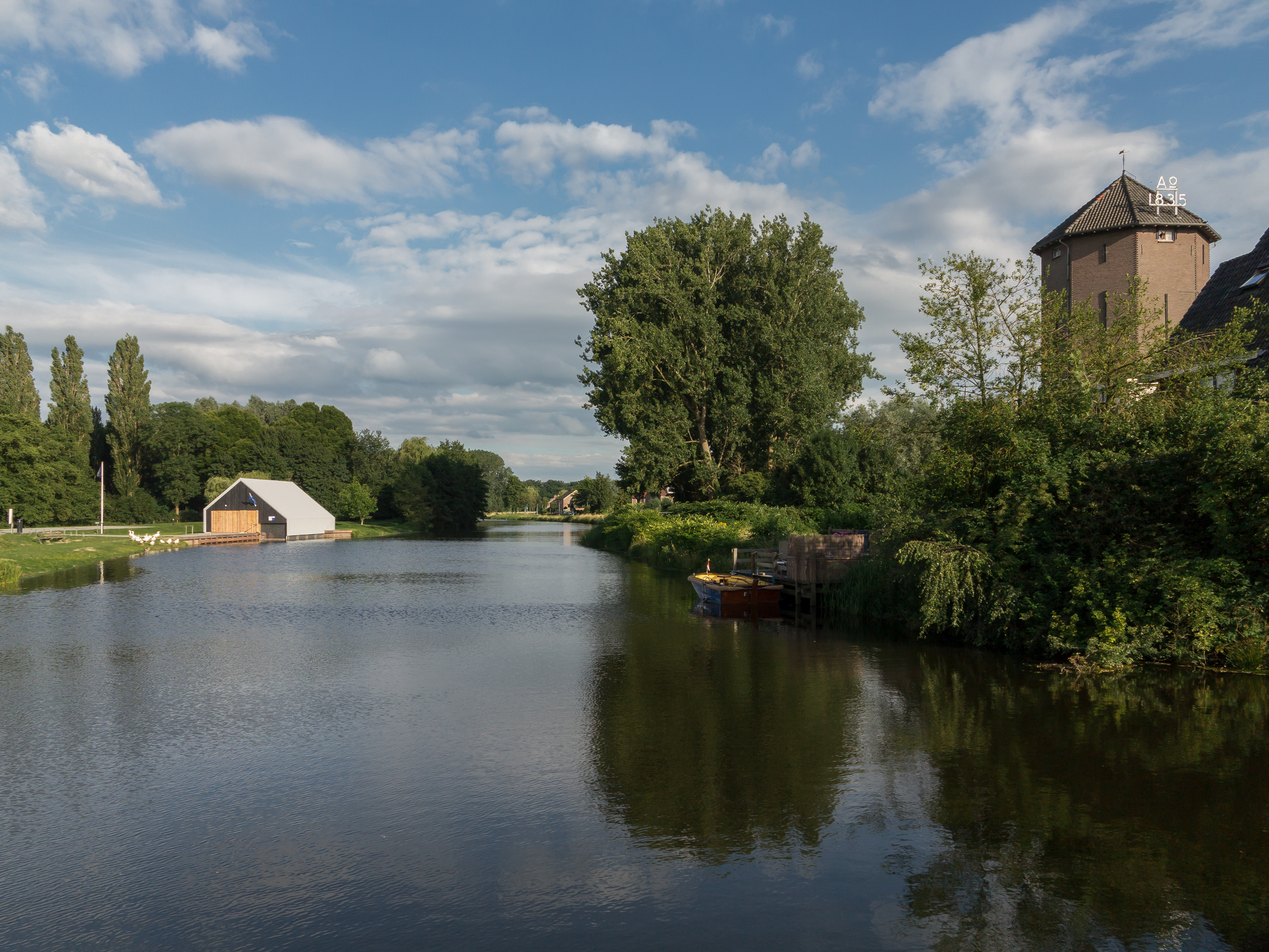
Lochem, Fluss (de Berkel) von de Graaf Ottoweg
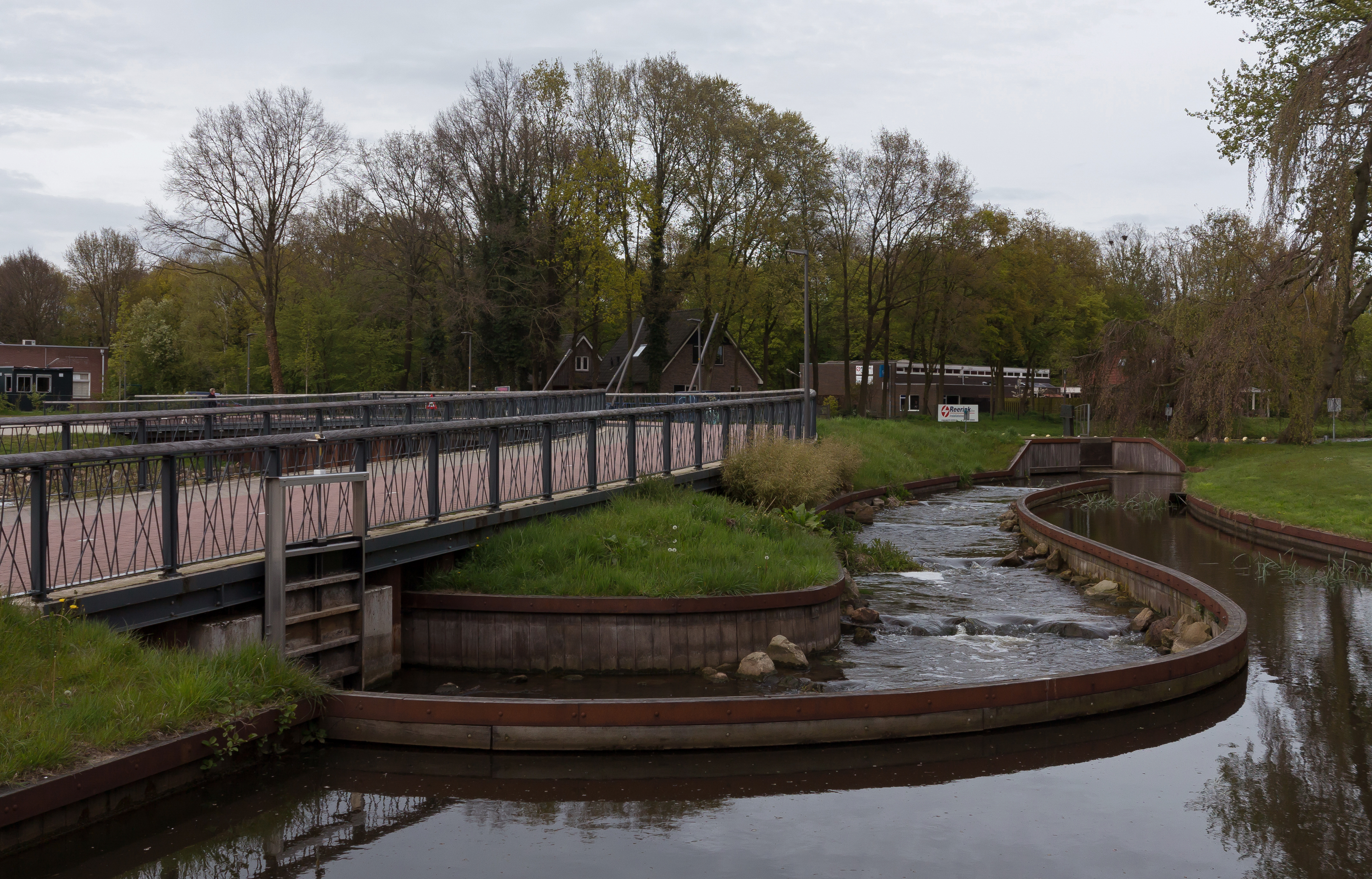
Lochem, Fahrrad- und Fußgängerbrücke über dem Berkel-Wehr
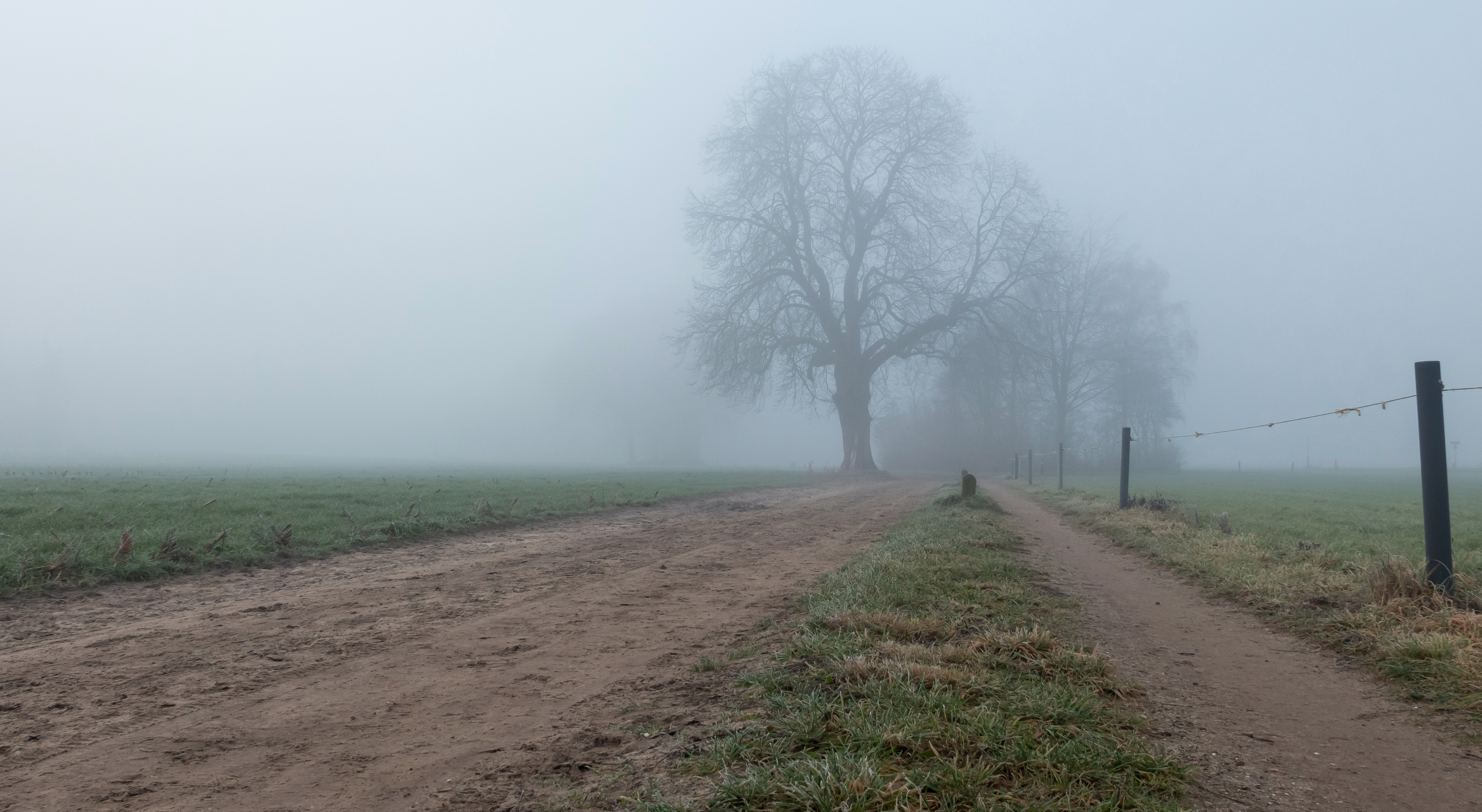
Bäume im Nebel am Lochemse Berg
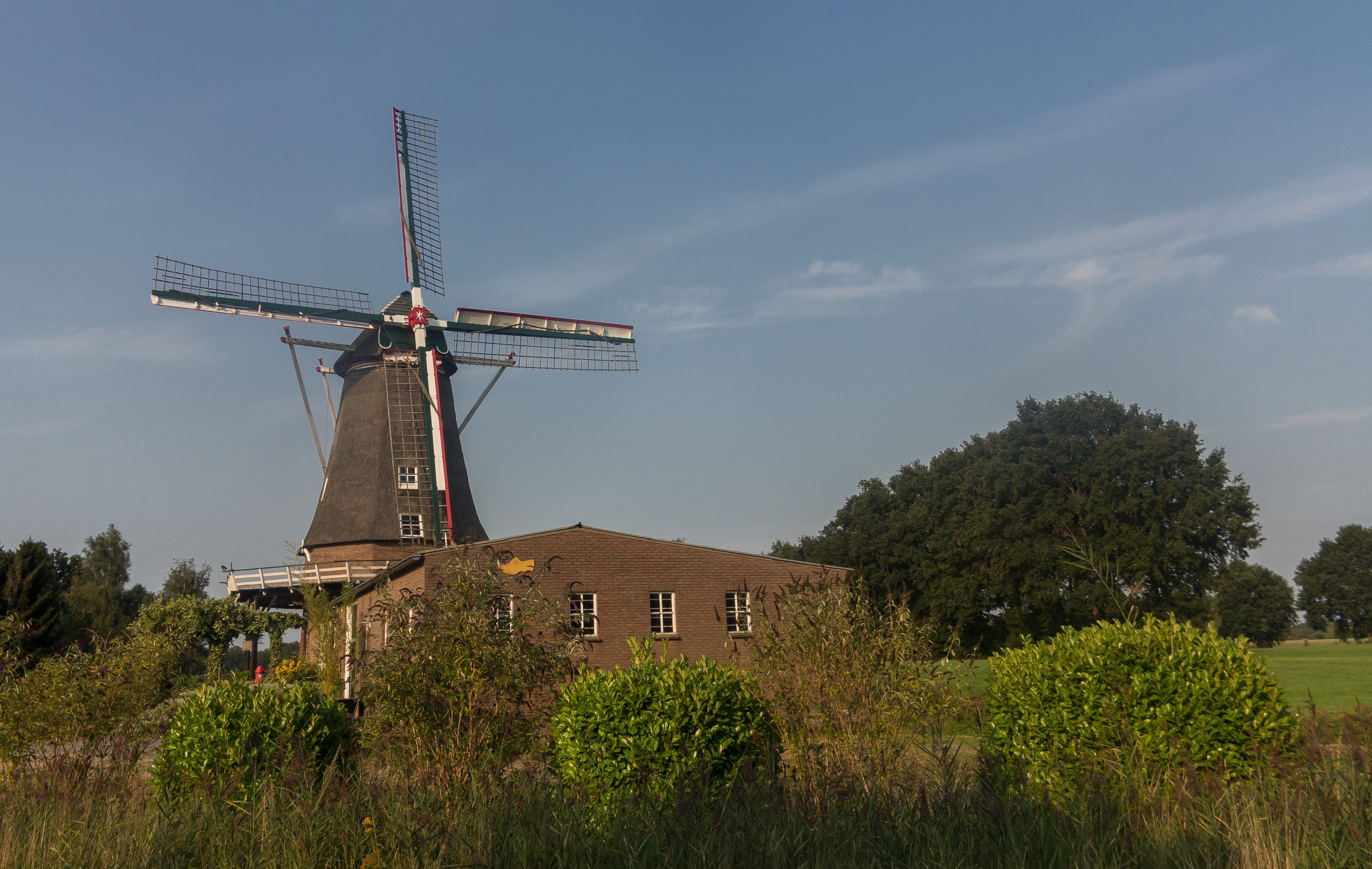
Zwiep, Mühle:n de Zwiepse Molen
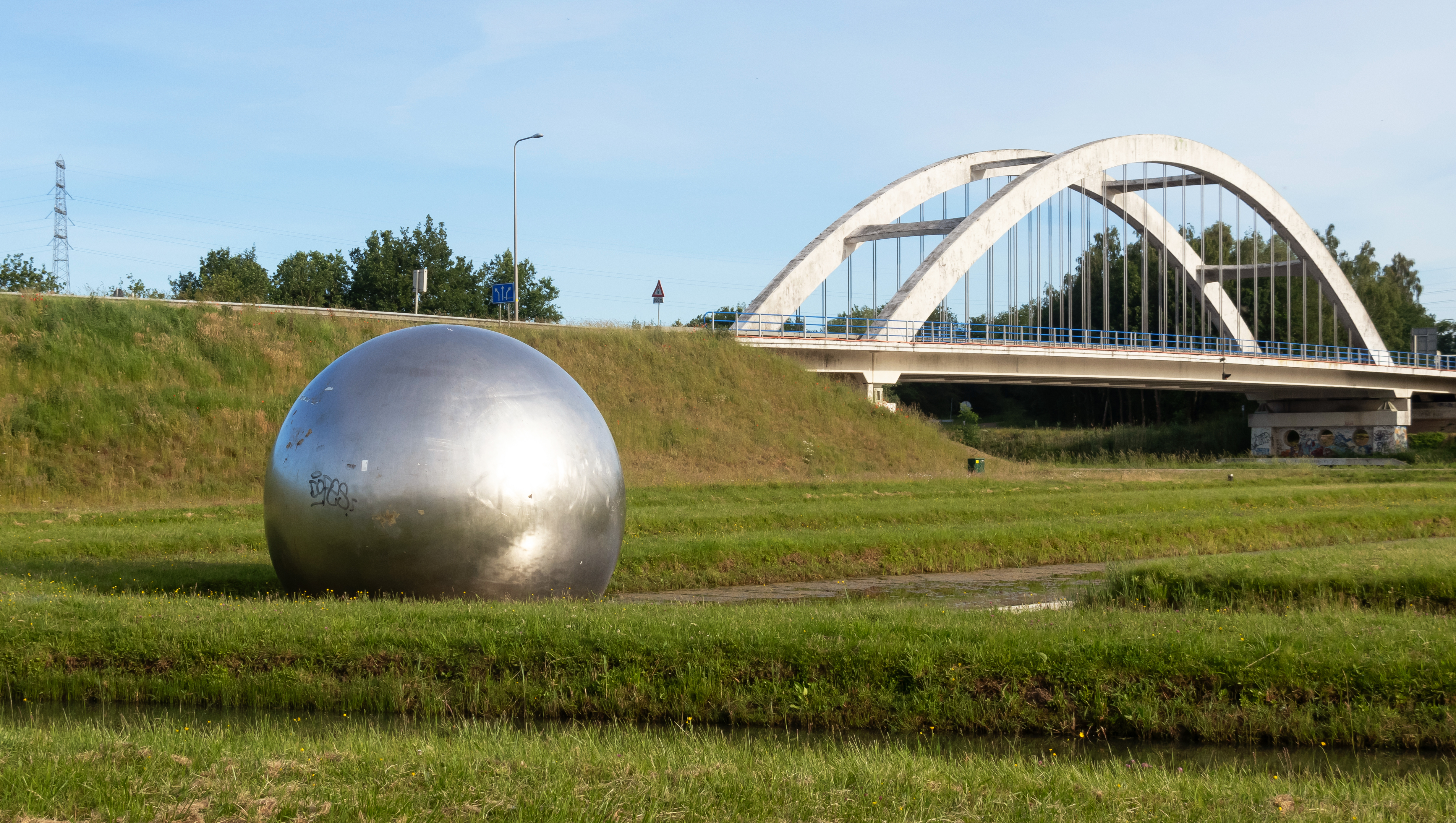
Lochem, Kunstwerk und Brücke
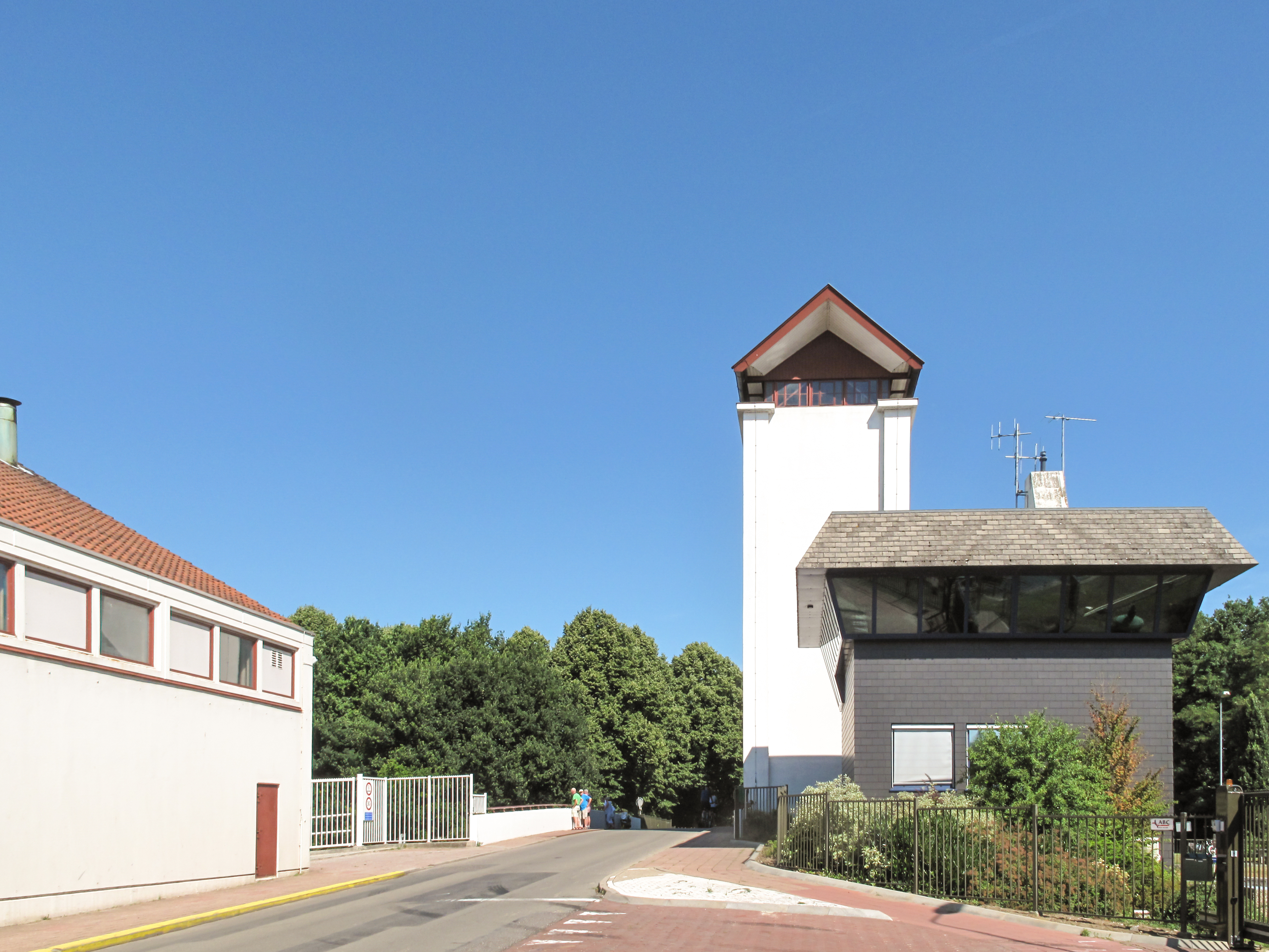
Gorssel, die reformierte Kirche